# Marslev
Marslev is een plaats in de Deense regio Zuid-Denemarken, gemeente Kerteminde. De plaats telt 691 inwoners (2020).